# Aleksandra Leonova
Aleksandra Leonova-Rjevskaïa (en russe : Александра Леонова-Ржевская), née le 4 septembre 1964 à Piatigorsk, en RSFS de Russie, est une ancienne joueuse soviétique de basket-ball. Elle évoluait au poste d'arrière.

## Palmarès
- 3e des Jeux olympiques 1988
- Championne d'Europe 1987